# 动态电压调节
动态电压调节（英語：dynamic voltage scaling）是计算机系统结构中的一种电源管理技术，它可以根据处理器实时的使用状况，提高或降低电源电压。由于电路的功耗与电源电压存在平方的关系，因此在系统闲置或低速运行时，降低电源电压可以大大降低电路的功耗。